# Mark Hollis
Pour les articles homonymes, voir Mark Hollis (athlétisme) et Hollis.
Mark David Hollis, né le 4 janvier 1955 à Tottenham (Londres) et mort le 25 février 2019 à Heathfield, dans le comté de East Sussex, est un chanteur et musicien britannique.
Il est connu pour avoir d'abord officié en tant que chanteur et compositeur au sein du groupe Talk Talk de février 1982 (sortie du single Mirror Man) à octobre 1991 (sortie du single New Grass) avant d'entreprendre une carrière solo avec la sortie, en janvier 1998, d'un album : Mark Hollis (Polydor). Avec son groupe, il s'inscrit dans la vague new wave ou pop à ses débuts, avant de s'en éloigner petit à petit au profit d'une musique plus épurée parfois qualifiée de post-rock ou d'expérimentale.

## Biographie

### Carrière
Né à Tottenham, un quartier de Londres, en 1955, Mark David Hollis suit des études de psychologie infantile à l'Université du Sussex jusqu'en 1977. De retour à Londres, il se consacre pleinement à la composition. Sa vocation d'artiste est en partie provoquée par son frère aîné, Ed, qui l'encourage à fonder son premier groupe, The Reaction, qui comprend, outre Mark au chant et à la guitare, George Page aussi à la guitare, avec lequel il sort son premier single, I Can't Resist, en juin 1978. Le groupe se sépare l'année suivante.

#### Talk Talk
C'est aussi son frère qui l'oriente vers le label de musique Island, qui est impressionné par la démo envoyée par Mark Hollis en 1981. Avec le batteur Lee Harris, le bassiste Paul Webb et le claviériste Simon Brenner, il forme le groupe Talk Talk (baptisé d'après une des chansons composées par les frères Hollis à l'époque de The Reaction) en 1981. Un premier single, Mirror Man, paraît chez EMI en février 1982.
Après le départ de Brenner, en 1983, son remplaçant officieux, Tim Friese-Greene, devient le principal collaborateur musical de Mark Hollis. Le tandem écrit et arrange la majorité des chansons du groupe à partir de son deuxième album, It's My Life. Talk Talk, dont la musique s'inscrit alors clairement dans le courant new wave, connaît un grand succès à l'international en 1984-1985 avec les singles Such a Shame et It's My Life.
La musique du groupe se fait plus expérimentale avec chaque album. Peu soutenu par EMI (la maison de disques les lâche après la sortie du peu vendeur Spirit of Eden en 1988), le groupe (réduit au duo de Hollis et Harris, toujours accompagnés de Friese-Greene) finit par se séparer après son cinquième album, Laughing Stock, en 1991.

#### Solo
Bénéficiant, cette fois, du soutien de Polydor, Mark Hollis produit un album solo en 1998, avec l'ingénieur du son de Talk Talk Phill Brown. Inscrit dans la continuité des deux derniers albums de Talk Talk, Mark Hollis est très bien accueilli par la presse spécialisée. Qualifié d'« intimiste », son album tend à l'épurement ; une musique minimaliste (parfois comparée au Für Alina d'Arvo Pärt, à Górecki, ou à certaines productions de Tindersticks), aux intonations jazz.
Certains artistes se réclamant du mouvement post-rock s'inspirent aujourd'hui des derniers albums de Talk Talk et de celui de Mark Hollis. C'est le cas par exemple de Guy Garvey, leader du groupe Elbow.
Après cet unique album solo, Mark Hollis décide de se retirer de la vie publique.

#### Collaborations
Mark Hollis apparaît sur l'album Psyence Fiction (1998) du groupe de trip hop britannique UNKLE. Il joue du piano sur la chanson Chaos. Il participe également à l'enregistrement de l'album Smiling & Waving d'Anja Garbarek, sorti en 2001.
Sous le pseudonyme de John Cope, il contribue à AV 1 (1998), un album réalisé par Dave Allinson et Phill Brown. Il interprète en solo au piano un titre simplement intitulé Piano. Cette piste est reprise sur la compilation de Talk Talk Missing Pieces, publiée en 2001.
En 2012, un morceau de musique spécialement commandé par Hollis intitulé "Arb Section 1", a été utilisé dans la série télévisée Boss.

### Mort
Mark Hollis meurt le 24 février 2019 des suites d'un cancer du pancréas.

## Discographie

### The Reaction
- 1978 : I Can't Resist/I Am A Case (single)

### Talk Talk
- 1982 : The Party's Over
- 1984 : It's My Life
- 1986 : The Colour of Spring
- 1988 : Spirit of Eden
- 1991 : Laughing Stock

### Mark Hollis
- 1998 : Mark Hollis
- 2012 : Arb Section 1